# 고트프리트 폰 슈트라스부르크
고트프리트 폰 슈트라스부르크(Gottfried von Straßburg, 생년 미상~1220년경)은 중세의 독일어 문학의 대표적인 시인 중의 하나이다. 12세기 말부터 13세기 초 경 생존했으며 하르트만 폰 아우에, 볼프람 폰 에셴바흐, 발터 폰 데어 포겔바이데와 동시대인이다.

## 생애
알자스 지방 출신인 고트프리드의 생애에 대해서는 공식적인 행정기록(출생기록서, 사망기록서 등)이 없으므로, 그의 삶을 시기별로 세부적으로 규정짓기는 힘들다. 고트프리드에 대한 의미있는 정보를 제공하는 것은 중세고지독일어의 서사시인 루돌프 폰 엠스이다. 그의 작품인 "선인 게어하르트"(Der guote Gêrhart)에서 그는 고트프리드 폰 슈트라스부르크를 트리스탄의 작가로 명확히 언급하고, 고트프리드의 이 대표작이 본인의 "게어하르트"에 영향을 주었다고 진술한다. 고트프리드의 트리스탄은 1210년에 쓰여진 운문소설로서 불완전한 상태로 현존하고 있으며, 트리스탄과 이졸데의 소재를 가공한 것이다.

## 현존하는 작품
- 트리스탄
- 코덱스 마네세에 수록되어 있는 시 수편

## 같이 보기
- 트리스탄과 이졸데

## 참고 자료
- Zapf, Volker: Gottfried von Straßburg. In: Achnitz, Wolfgang. Deutsches Literatur-Lexikon. Das Mittelalter, vol. 6, Berlin: De Gruyter, 2013, p. 262-75